# Raniban (Achham)
Raniban (nep. रानिवन) – gaun wikas samiti w zachodniej części Nepalu w strefie Seti w dystrykcie Achham. Według nepalskiego spisu powszechnego z 2011 roku liczył on 514 gospodarstw domowych i 2837 mieszkańców (1513 kobiet i 1324 mężczyzn).